# Stenetrium quinquedens
Stenetrium quinquedens är en kräftdjursart som beskrevs av Brian Frederick Kensley och Marilyn Schotte 2002. Stenetrium quinquedens ingår i släktet Stenetrium och familjen Stenetriidae. Inga underarter finns listade i Catalogue of Life.